# Problème aux limites
En analyse, un problème aux limites est constitué d'une équation différentielle (ou plus généralement aux dérivées partielles) dont on recherche une solution prenant de plus des valeurs imposées en des limites du domaine de résolution. Contrairement au problème analogue dit de Cauchy, où une ou plusieurs conditions en un même endroit sont imposées (typiquement la valeur de la solution et de ses dérivées successives en un point), auquel le théorème de Cauchy-Lipschitz apporte une réponse générale, les problèmes aux limites sont souvent des problèmes difficiles, et dont la résolution peut à chaque fois conduire à des considérations différentes.
Dans le cadre des équations différentielles, une famille classique de problème aux limites est étudiée dans le cadre de la théorie de Sturm-Liouville.

## Exemples
Dans le cas des équations aux dérivées partielles, de nombreux problèmes entrent à la fois dans le cadre des problèmes de Cauchy du point de vue d'une variable, dans le cadre des problèmes aux limites par rapport à une autre variable. Par exemple :
- l'équation d'une corde vibrante, de la forme {\displaystyle {\partial ^{2}y \over \partial x^{2}}={1 \over v^{2}}{\partial ^{2}y \over \partial t^{2}}}, où t est une variable de temps, x désigne les abscisses des points de la corde, et y leur ordonnée dont on cherche la variation en fonction de x et t, s'accompagne d'une condition initiale, donnée par y(x,t = 0)=f(x) et d'une condition aux limites, la stabilité des deux points extrêmes de la corde, donnée par y(a ,t) = y(b,t)=0 si le domaine de définition est l'intervalle [a,b] ;
- l'équation de la chaleur, de la forme {\displaystyle {\partial T(x,t) \over \partial t}={\frac {\partial ^{2}T(x,t)}{\partial x^{2}}}}, où t est une variable de temps, x un paramètre réel pour une barre dans laquelle est étudiée une diffusion de chaleur, et T la chaleur dans cette barre en fonction de t et x, s'accompagne d'une condition initiale sur la chaleur dans la barre de la forme T(x,0)=f(x), et d'une condition aux limites qui peut prendre plusieurs formes, la plus simple étant de considérer que les extrémités de la barre sont maintenues à température constante, ce qui impose une condition du type T(a ,t) = T(b ,t) = 0 si le domaine de définition est l'intervalle [a,b].

La similarité des conditions aux limites de ces deux problèmes ne doit pas conduire à les assimiler, les équations aux dérivées partielles qui les gouvernent se rangeant dans deux catégories bien distinctes : l'une est une équation hyperbolique, l'autre une équation parabolique.
Exemple simple
Un premier exemple de problème aux limites est l'équation différentielle du second ordre 
{\displaystyle \forall x\in [0,\pi /2],\ y''(x)+y(x)=0}
pour laquelle on ne dispose pas de conditions initiales mais des valeurs aux bords de l'intervalle de définition :
{\displaystyle y(0)=0,\ y(\pi /2)=2.}
La résolution de l'équation différentielle amène à chercher une solution de la forme
{\displaystyle y(x)=A\sin(x)+B\cos(x).}
où A et B sont deux réels à déterminer.
En appliquant les deux conditions aux bords, on a
{\displaystyle y(0)=0=A\cdot 0+B\cdot 1,\ y(\pi /2)=2=A\cdot 1+B\cdot 0}
On a ainsi A = 2, B =0. La solution est bien définie de façon unique et vaut :
{\displaystyle y(x)=2\sin(x).}

## Types de conditions aux bords
Il existe plusieurs types de conditions aux limites permettant de bien poser un problème différentiel :
- condition aux limites de Dirichlet : imposer la valeur de la solution aux bords du domaine
- condition aux limites de Neumann : imposer la valeur de la dérivée de la solution aux bords du domaine
- condition aux limites de Robin : imposer la valeur de la solution aux bords du domaine comme une équation différentielle d'ordre 1
- condition aux limites mixte : imposer plusieurs types sur différentes sous-parties du bord
- condition aux limites de Cauchy : imposer une double condition Dirichlet/Neumann